# Heunensäule

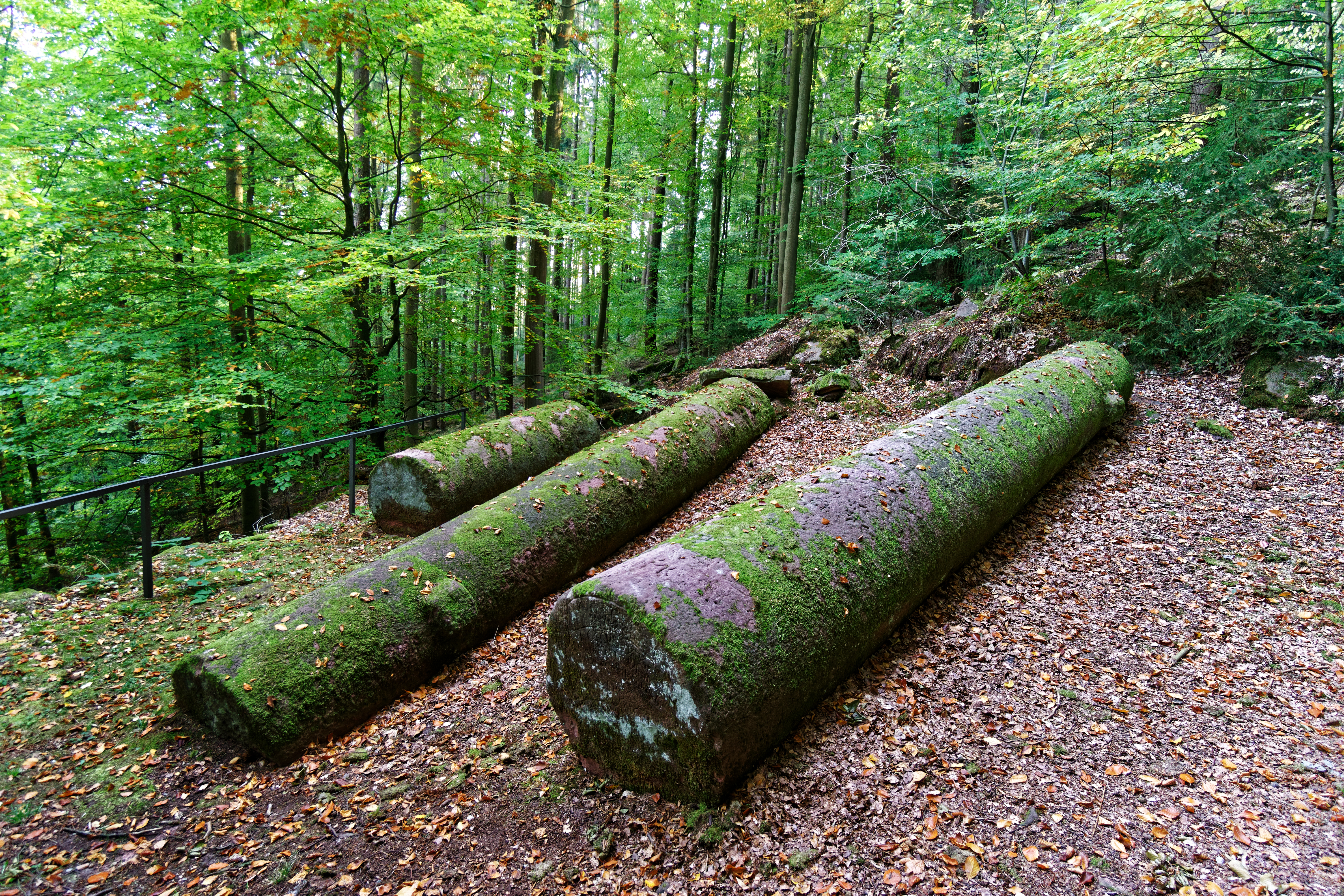
Säulenrohlinge am Bullauer Berg

Bei den Heunensäulen, auch Heunesäulen, handelt es sich um Rundstützen aus Sandstein, die ursprünglich für den Wiederaufbau des 1009 abgebrannten Willigisdomes zu Mainz bestimmt waren. Sie wurden wahrscheinlich im 11. Jahrhundert aus vorauseilender Geschäftstüchtigkeit in einem Steinbruch der Bullauer Berge bei Miltenberg bereits vor Auftragserteilung fertiggestellt. Der Bauherr hat sich jedoch wohl für andere Stützen entschieden, sodass die Rundstützen nie benötigt wurden. Es soll einmal 42 der Säulen gegeben haben, im 18. Jahrhundert waren noch 14, um 1960 noch acht bekannt.
Die heute noch erhaltenen Heunensäulen befinden sich an unterschiedlichen Orten. Die bekannteste von ihnen steht als Denkmal auf dem Markt in Mainz. Zwei weitere stehen in Nürnberg und München, eine andere an der Uferpromenade in Miltenberg.

## Bekannte Standorte von Heunensäulen

### Mainz

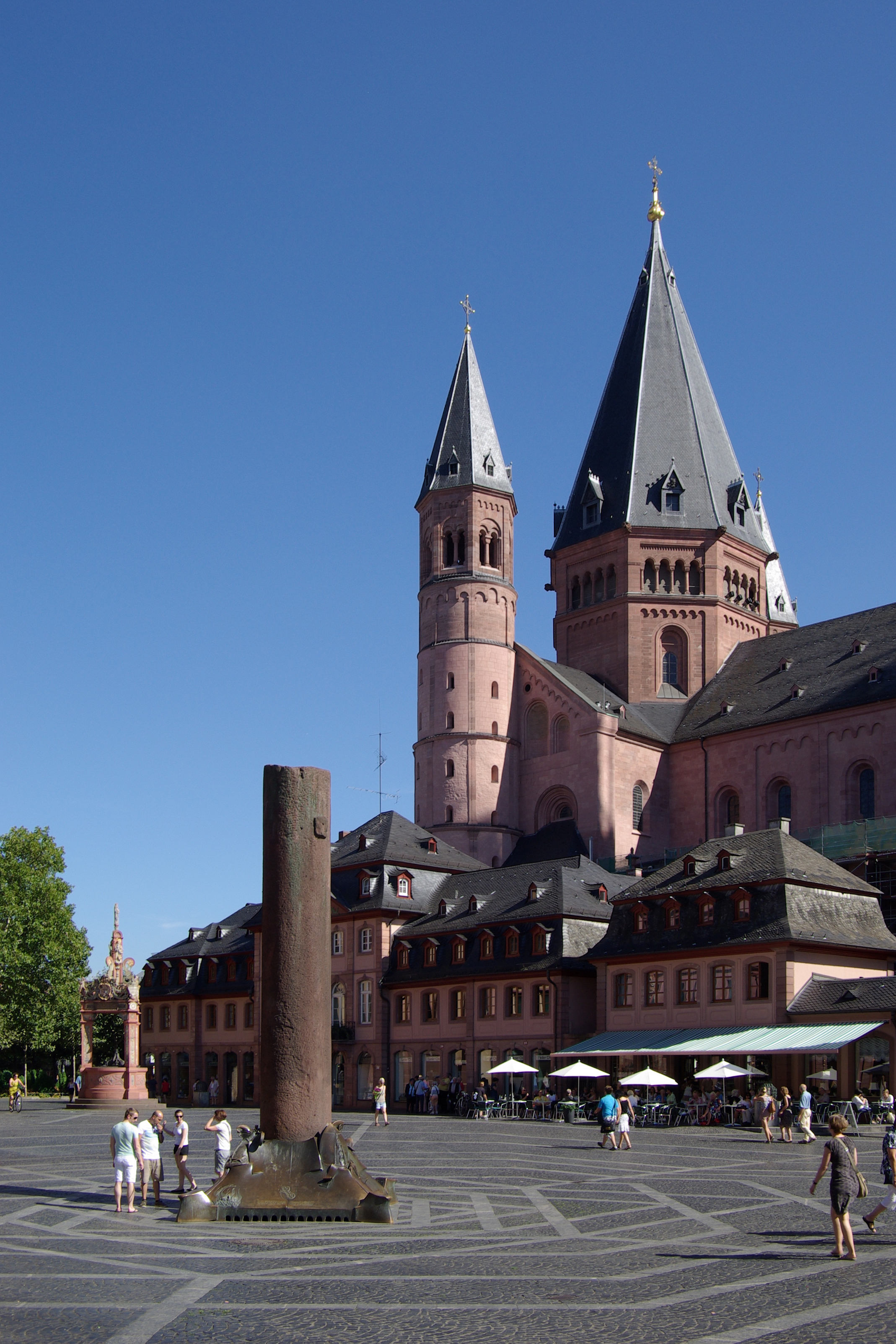
Mainzer Heunensäule auf dem Markt vor dem Mainzer Dom

Zum 1000-jährigen Dombaujubiläum 1975 hat die Stadt Miltenberg der Stadt Mainz eine der Heunensäulen (auch „Hünensäule“) gestiftet. Die Mainzer Heunensäule wiegt 16 Tonnen, ist 6,40 Meter hoch und hat einen Durchmesser von 1,20 Meter.
Die Rundstütze, heute zählt sie zu den Wahrzeichen der Stadt, wurde in der Mitte des Marktes aufgestellt (Lage) und von dem Pfälzer Bildhauer Gernot Rumpf mit einem Bronzesockel eingefasst, der über die Darstellung von verschiedenen Kopfbedeckungen aus der Mainzer Stadtgeschichte Geschichte und Wesen der Stadt Mainz sehr umfassend darstellt. So blickt z. B. aus einer römischen Gladiatorenmaske ein Fuchs mit den Initialen O.B. (Oberbürgermeister), der den früheren Oberbürgermeister von Mainz Jockel Fuchs symbolisiert. Ferner erblickt man ein kleines Vögelchen mit den Initialen "M.P." (der damalige Ministerpräsident Bernhard Vogel). Die Gladiatorenmaske erinnert an das in Mainz als „Fuchsbau“ bekannte Rathaus am Rhein mit seinen gitterförmigen Fassadenelementen. Begleitet wird der Fuchs von drei Mäusen in seinem Inneren, die die während der Planungs- und Bauphase im Stadtparlament vertretenen Fraktionen der SPD, CDU und FDP darstellen. Die Mäuse sind darüber hinaus auch noch das Markenzeichen des Künstlers Gernot Rumpf. Im Zipfel der Jakobinermütze, die an die Zeit der Mainzer Republik erinnert, findet sich auch ein beweglicher Teil, der, wird er denn gefunden, ein lautes schepperndes Geräusch erzeugt.

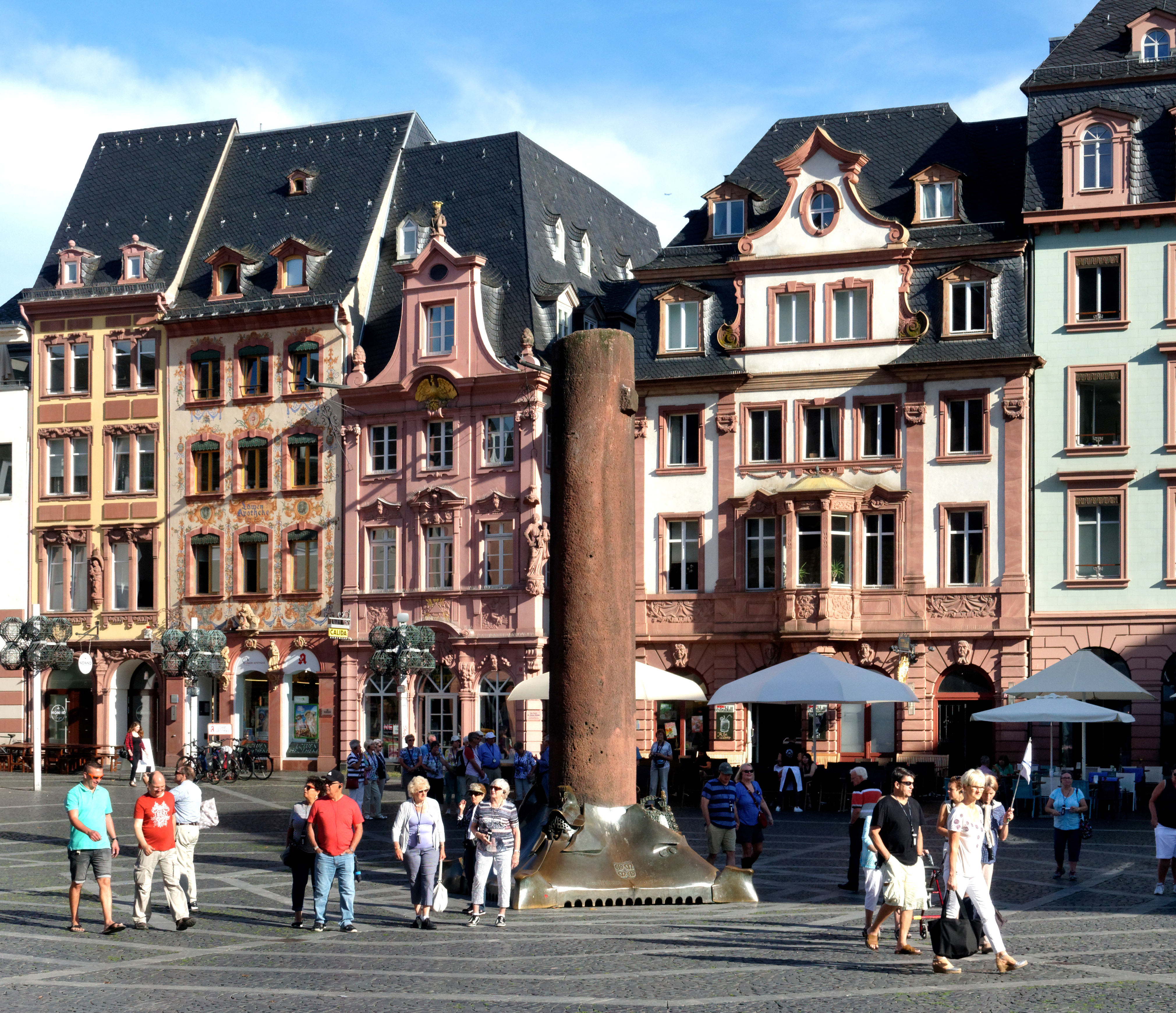
Heunensäule auf dem Mainzer Markt
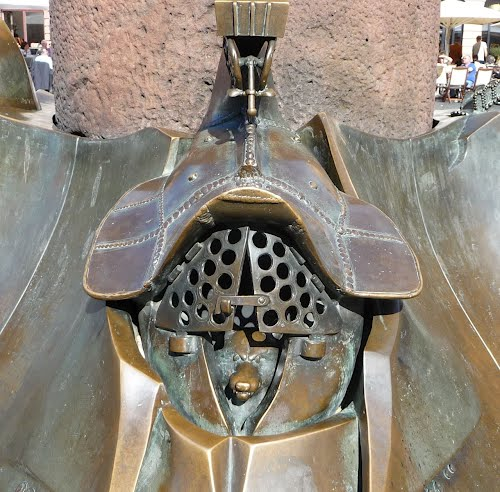
Jockel Fuchs als Fuchs am Sockel
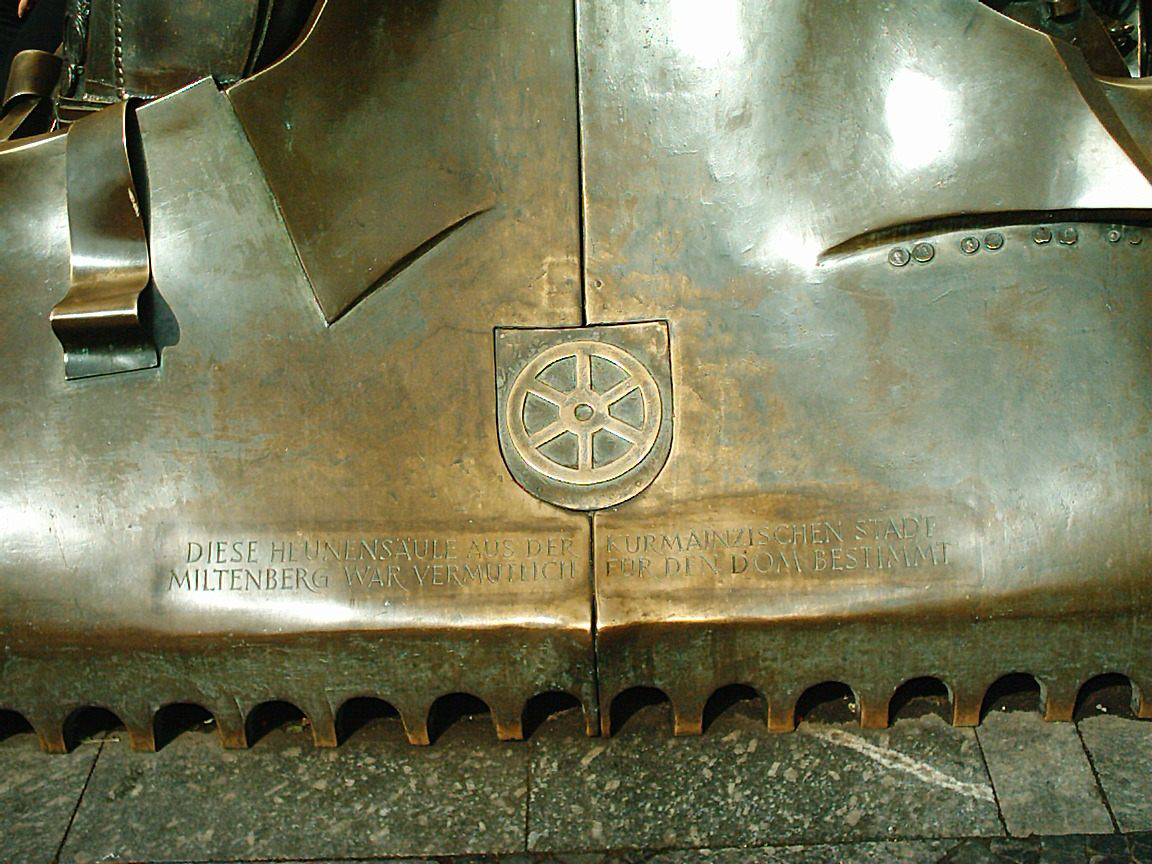
Mainzer Rad am Fuß der Säule

### Miltenberg
Eine weitere Heunesäule steht an der Uferpromenade in Miltenberg in Bayern (Lage).

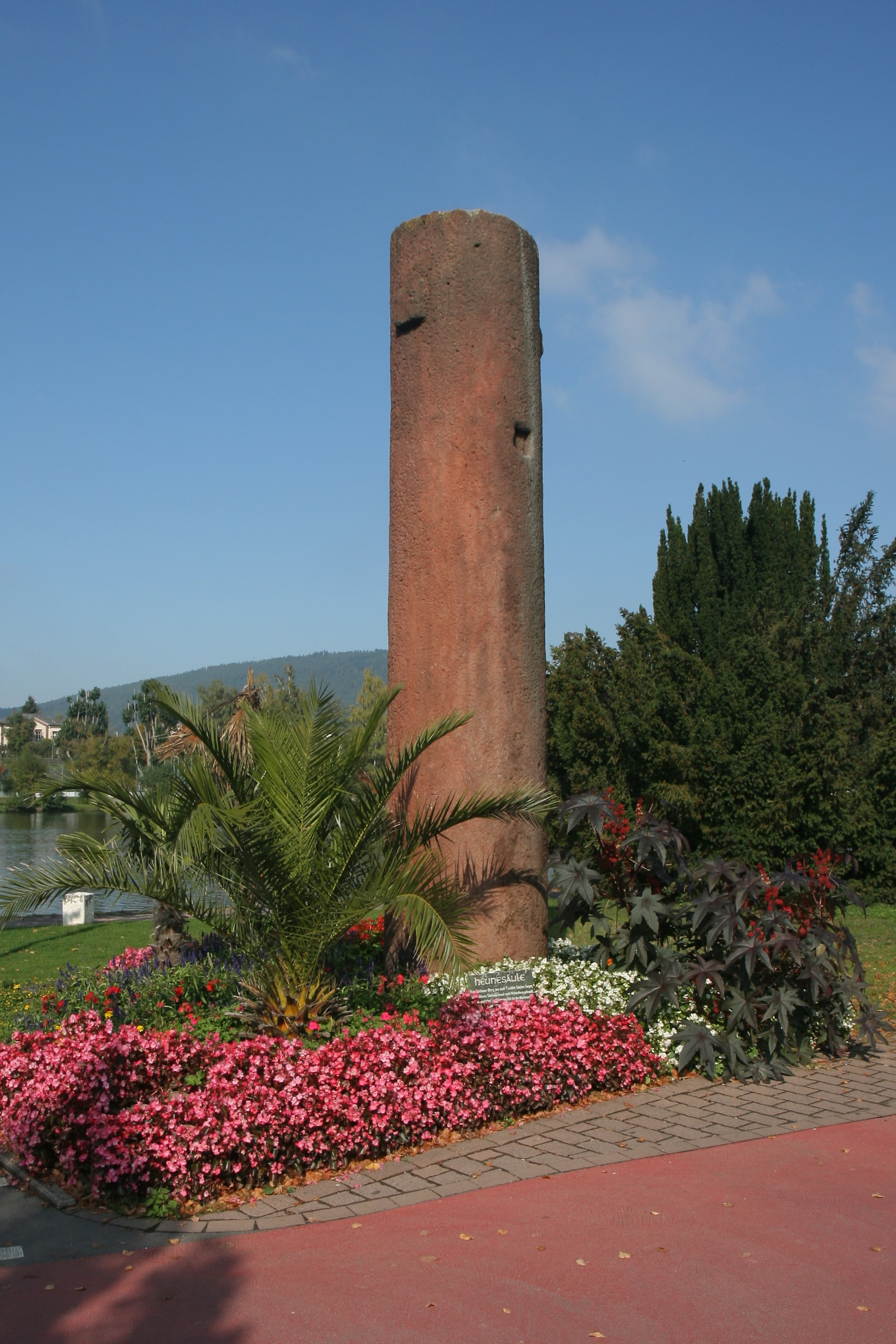
Heunesäule in Miltenberg

### München
Die Münchener Heunensäule hat 105 cm mittleren Durchmesser. Sie wurde 1879 vom Magistrat der Stadt Miltenberg dem Bayerischen Nationalmuseum überlassen, im Juni 1880 mit der Bahn nach München transportiert und vor dem Haupttrakt des Museums aufstellt. Der Eisenbahntransport und vor allem der Transport zum Bahnhof waren äußerst aufwendig. Seit 1975 befindet sich der Monolith vor der Archäologischen Staatssammlung. Er trägt zahlreiche Steinmetz- und Besucherzeichen und hat eine Höhe von 749 Zentimetern und ein Gewicht von 14,5 Tonnen.  (Lage)

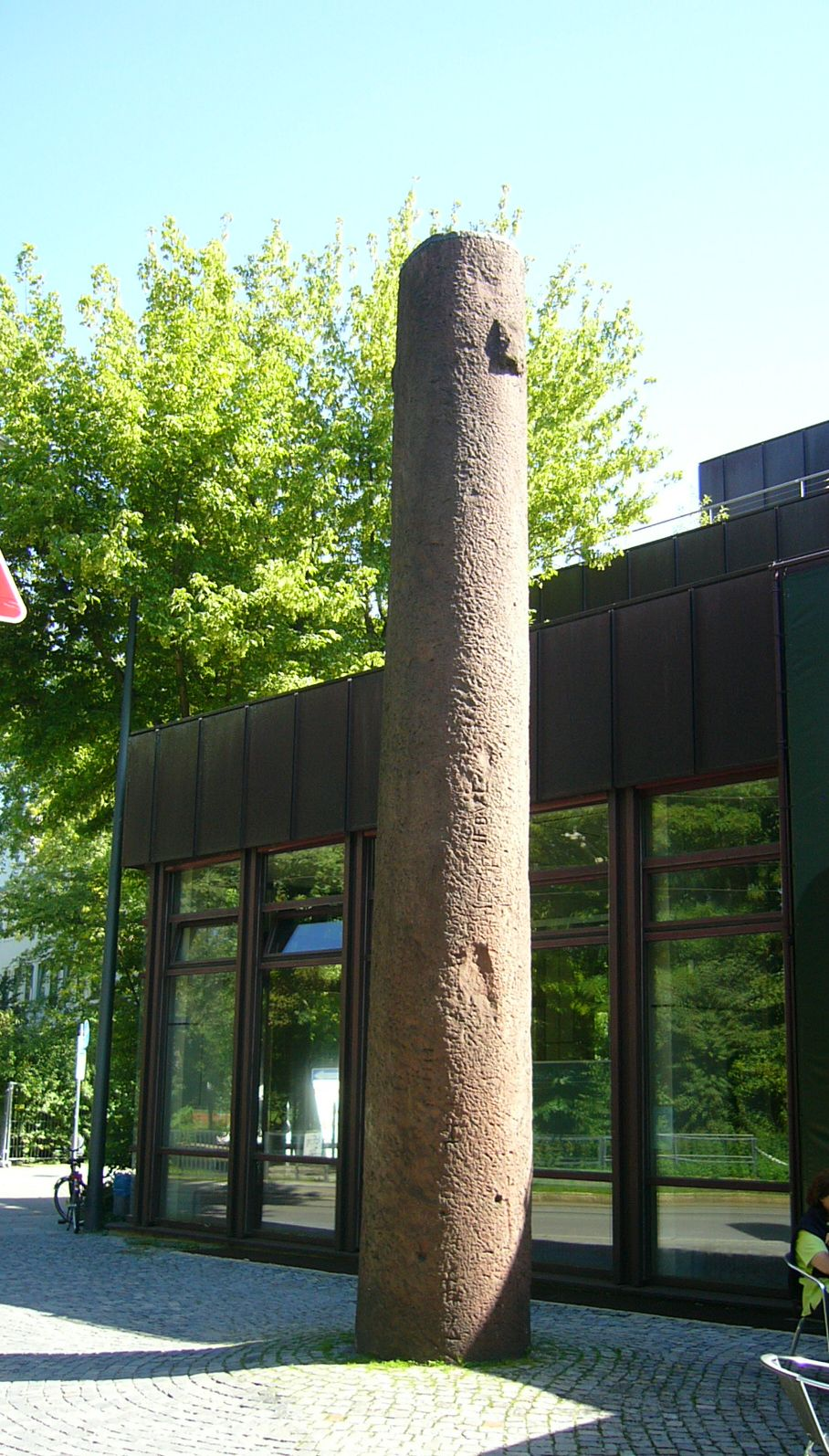
Die Münchner Heunensäule vor dem Haupteingang der Archäologischen Staatssammlung 2006

### Nürnberg
Eine weitere Heunensäule befindet sich im Germanischen Nationalmuseum in Nürnberg. Die Säule wiegt bei einer Länge von 7,61 m und 1 m mittlerem Durchmesser ca. 14,45 t. Sie wurde am 31. Mai 1880 mit der Bahn von Miltenberg nach Nürnberg transportiert. Um 1972 wurde sie an ihren heutigen Standort versetzt. (Lage)